# Клайнбрембах
Клайнбрембах (нем. Kleinbrembach) — община в Германии, в земле Тюрингия. 
Входит в состав района Зёммерда. Подчиняется управлению Буттштедт.  Население составляет 320 человек (на 31 декабря 2010 года). Занимает площадь 8,13 км².